# آمی هارونا
آمی هارونا (انگلیسی: Ami Haruna؛ زادهٔ ۲۵ اکتبر ۱۹۸۴) Model، بازیگر اهل ژاپن است.